# Mouctar Diakhaby
Mouctar Diakhaby (Vendôme, 19 de dezembro de 1996) é um futebolista guineano que atua como zagueiro no Valencia, clube da La Liga, e na seleção da Guiné.

## Vida pregressa
Nasceu em Vendôme, França, de pais guineenses. Eles eram de Touba, região de Boké.

## Carreira no clube

### Lyon
Diakhaby fez sua estreia no time pelo Lyon em 10 de setembro de 2016 em uma partida da Ligue 1 contra o Bordeaux, jogando toda a partida em uma derrota em casa por 3–1. Em 30 de novembro de 2016, ele marcou seu primeiro gol oficial pelo time principal do Lyon na goleada por 6 a 0 sobre o Nantes na Ligue 1 . Em 23 de fevereiro de 2017, Diakhaby marcou um gol (aos 89 minutos) na vitória em casa por 7 a 1 da segunda mão das oitavas de final da Liga Europa de 2016–17 sobre o AZ Alkmaar, registrando sua primeira carreira na UEFA Europa League ou UEFA Champions League gol. Ele também marcou um gol em cada uma das duas partidas das oitavas de final da Liga Europa de 2016–17 contra a Roma.

### Valência

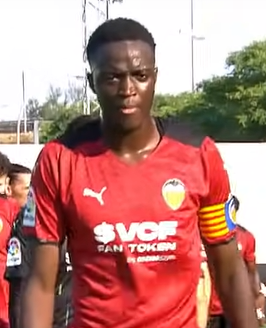
Diakhaby com Valência em 2021

Em 28 de junho de 2018,  assinou um contrato de cinco anos com os espanhóis do Valencia.

## Carreira internacional
Nasceu na França, mas é de origem guineense. Ele é um ex-internacional juvenil da França. Em 2022, porém, ele decidiu representar o país natal de seus pais, a Guiné, e estreou por eles contra o Egito.

## Títulos
Valencia
- Copa do Rei: 2018–19